# Hunter: The Reckoning
Hunter: The Reckoning är ett rollspel utgivet av Renegade Game Studios som utspelar sig i White Wolfs spelvärld World of Darkness.
Tre datorspel har gjorts på spelets tema och med licens från White Wolf:
- Hunter: The Reckoning för Xbox och GameCube[3]
- Hunter: The Reckoning: Wayward för PlayStation 2[4]
- Hunter: The Reckoning: Redeemer för Xbox[5]